# Cash Money Records
Cash Money Records — лейбл, основанный братьями Birdman и Ronald «Slim» Williams. Сегодня он работает как дочерняя компания Universal Music Group и распространяется Republic Records. Текущие генеральные директора Брайан «Birdman» Уильямс, Рональд «Slim» Уильямс и Дэвид Уэстон.

## История
Первые несколько лет (1992—1997), издавал альбомы множества исполнителей, продажи которых достигали сотен тысяч альбомов, но не выпускали хитов Billboard. Некоторые из релизов лейбла получали региональные успехи в Новом Орлеане и Луизиане, но лейбл был мало известен на рэп-сцене. Появлялись новые группы, артисты : U.N.L.V. (Uptown Niggas Living Violently), Kilo G, Lil Slim, и PxMxWx. В 1995 году приняли новых рэперов B.G., Young Buck и Lil Wayne, что было новой волной интересных исполнителей лейбла. В 1997 году B.G. и Lil Wayne создают группу Hot Boys вместе с Juvenile (который уже стал успешен перед Cash Money) и Turk. Чуть позже эти молодые люди стали одними из самых известных исполнителей лейбла, хотя, изначально они не имели популярности.
Большой перерыв Cash Money пришёл в 1997 году, когда Hot Boys и остальные привлекли внимание руководителей Universal Records. В 1998 году Cash Money подписали контракт на 30 млн долл. США, дающий право лейблу получать до 85 % своих гонораров, 50 % доходов от издательской деятельности и собственности всех артистов. После сделки Cash Money начал восхождение на олимп рэп-сцены. Выпуск в 1998 году альбома Juvenile — 400 Degreez, который стал четырежды платиновым (4X Platinum от RIAA), после этого Cash Money выступал в качестве мощного лейбла на хип-хоп сцене. Позже альбомы в 1999 году, Hot Boys — Guerrilla Warfare, B.G. — Chopper City In The Ghetto, and Lil Wayne’s — Tha Block Is Hot также увидели большой успех в чартах и способствовал репутации лейбла. Эти альбомы содержат большинство хитов Billboard, таких как в отношении Juvenile «Back Это Azz Up» (# 19 на Billboard Hot 100 [4]), «B.G.» «Bling Bling» (# 36), и Hot Boys "I Need Hot Girl "(# 65). Все альбомы и синглы Cash Money в этот период были исключительно производства продюсера лейбла, Mannie Fresh.
Успех лейбла продолжается и сейчас. В период между 2001 и 2003 годах, лейблом было продано 7 миллионов альбомов. Песню «Still Fly» на Big Tymers был номинирован на две премии «Грэмми». Однако, B.G. и Juvenile позже покинули лейбл в 2002 году, обвиняя, Cash Money в финансовых махинациях. В апреле 2003 года Juvenile вернулся на лейбл, как сообщалось, за выплату ему 4 млн долл. США, и в свою очередь, он подписался права на "Juve The Great, альбом, который будет продан тиражом больше миллиона экземпляров и содержать Billboard Hot 100 хитом № 1 «Slow Motion». Cash Money также подписали соглашение с рядом других исполнителей, в том числе Sean John и Jacob the Jeweler. В 2007 году бывший член группы Hot Boys Lil Wayne был назначен президентом компании Cash Money Records и главный исполнительный директор Young Money Entertainment, давая рэперу полный творческий контроль над всеми релизами. В том же году, однако, Lil Wayne ушёл с поста президента Cash Money, чтобы сосредоточиться на своей карьере, особенно Tha Carter III. В 2008 году Lil Wayne повторно подписал контракт с Cash Money, гарантируя, что его ближайшие несколько альбомов будут выпускаться на этом лейбле.
В сентябре 2008 года лейбл выпускает дебютный сингл от рокера Kevin Rudolf «Let It Rock» при участии владельца лейблаLil Wayne. 15 октября 2008 года на MOBO Awards, британский R&B певец Jay Sean объявил, о подписании договора с Cash Money Records. В феврале 2009 года братья Уильямс были представлены в Newbos CNBC’s Newbos: The Rise of America’s New Black Overclass — документальное шоу про нескольких чёрных миллиардеров. В начале 2009 года бывший артист Roc-A-Fella Records Freeway и 2 Pistols подписали контракт с лейблом. 16 августа 2009 года Bow Wow объявил, что он подписал с Cash Money Records. В октябре 2009 года, на Cash Money Records, Birdman, Lil Wayne подал в суд некий Thomas Marasciullo, который утверждает, что его голос был использован без разрешения.
5 августа 2010 группа продюсеров Cool & Dre подписали контракт с Cash Money Records эта новость подтвердилась через Twitter. Они являются вторыми хит-мэйкерами Cash Money после Mannie Fresh. 19 августа 2010 года, Birdman подписал DJ Khaled на лейбл, он является вторым артистом на лейбле, который является диск-жокеем.
В 2011 году, Cash Money Records, наряду с Lil Wayne, Universal Music Group и Young Money Entertainment, был предъявлен иск на 15 млн долл. США от Done Deal Enterprises, которые утверждают, что песня Lil Wayne «Bedrock» была у них похищена. Однако, иски не остановили дальнейшего успеха Cash Money. 24 февраля 2012 года, Cash Money Records подписал контракт с ню-металл группой Limp Bizkit.

## Артисты
- Young Zaych
- Ace Hood
- Austin Mahone
- Aziatix
- Birdman
- Bow Wow
- Brisco
- Busta Rhymes
- Caskey
- Chris Richardson
- Christina Milian
- Cory Gunz
- DJ Khaled
- Glasses Malone
- Gudda Gudda
- Jae Millz
- Jay Sean
- Kevin Rudolf
- Lil Twist
- Limp Bizkit
- Mack Maine
- Mavado
- Mystikal
- PJ Morton
- Paris Hilton
- Rich Gang
- Sarah Lenore
- Savvy
- Shanell
- Torion
- T.RONE
- T Lopez
- Tyga
- Unree
- Vado
- Young Money
- Young Thug